# 천애명월도
천애명월도(天涯明月刀)는 구룽의 소설이다. 2012년 후난위성텔레비전에서 드라마로 만들어지기도 했다.